# Olivier Carré (Politiker)

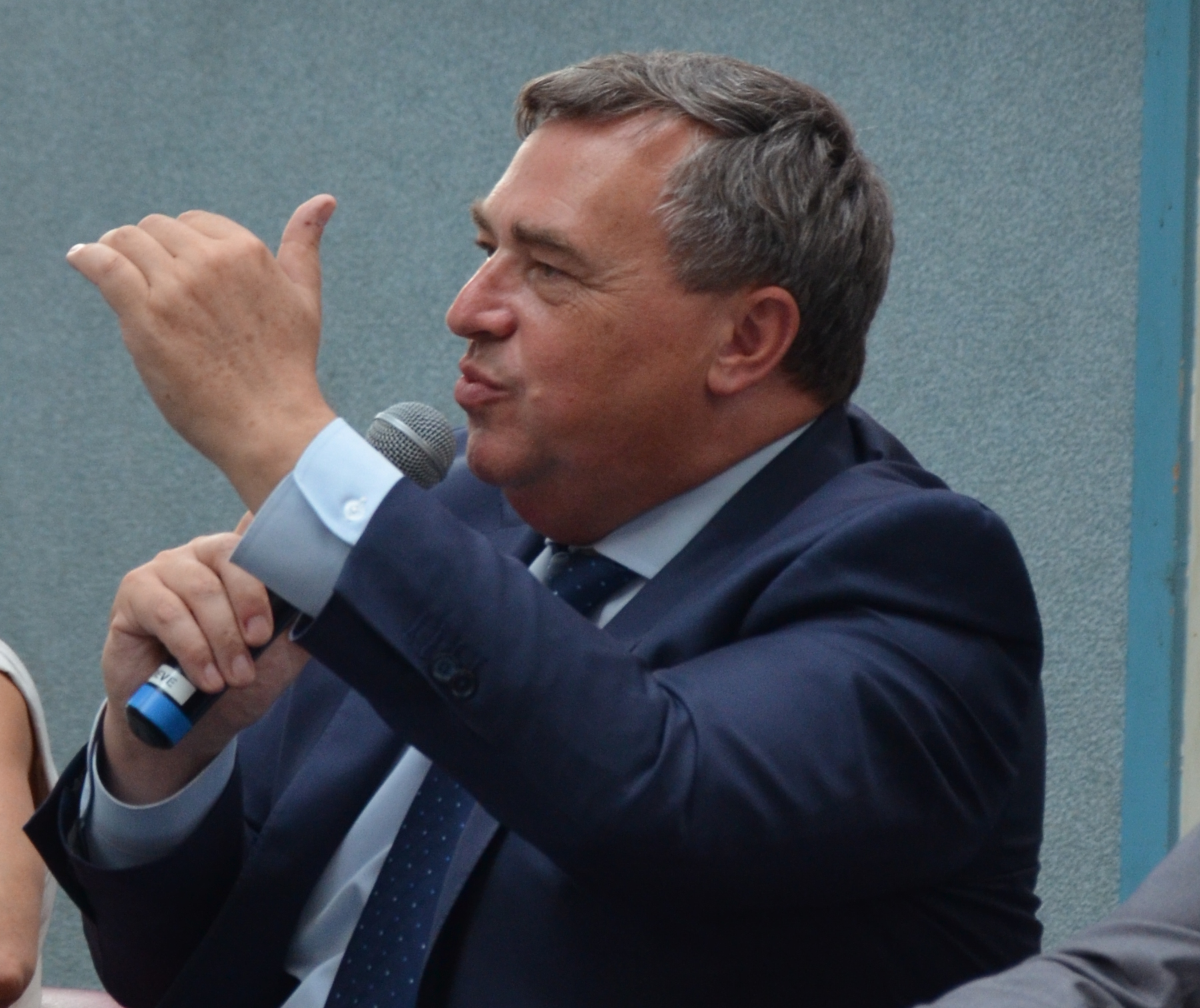
Olivier Carré

Olivier Carré (* 16. März 1961 in Orléans) ist ein französischer Politiker. Er ist seit 2007 Abgeordneter der Nationalversammlung.
Carré schloss sein Studium mit einem DEA in Finanzwissenschaften ab und war anschließend als Vermögensverwalter tätig. 2001 wurde er zum ersten Stellvertreter des Bürgermeisters von Orléans gewählt. Bei den Parlamentswahlen 2007 kandidierte er für die UMP im ersten Wahlkreis des Départements Loiret und zog in die Nationalversammlung ein. 2009 stieg er in die Führungsebene der UMP auf und ist seit 2011 ein nationaler Sekretär der Partei. Als Abgeordneter wurde er 2012 wiedergewählt.